# دوايت فراي
دوايت فراي (بالإنجليزية: Dwight Frye)‏ مواليد 22 فبراير 1899 في سالينا، الولايات المتحدة - الوفاة 07 نوفمبر 1943 في هوليوود، الولايات المتحدة، هو ممثل أمريكي بدأ مسيرته الفنية سنة 1922.

## الأعمال
- ابن فرانكشتاين (1939)
- شبح فرانكشتاين (1942)

## روابط خارجية
- دوايت فراي على موقع IMDb (الإنجليزية)
- دوايت فراي على موقع ألو سيني (الفرنسية)
- دوايت فراي على موقع أول موفي (الإنجليزية)
- دوايت فراي على موقع قاعدة بيانات برودواي على الإنترنت (الإنجليزية)
- دوايت فراي على موقع قاعدة بيانات الأفلام السويدية (السويدية)
- دوايت فراي على موقع إن إن دي بي (الإنجليزية)
- دوايت فراي على موقع ديسكوغز (الإنجليزية)
- دوايت فراي على موقع قاعدة بيانات الفيلم (الإنجليزية)
- دوايت فراي على موقع كينوبويسك (الروسية)